# Wladimir Wladimirowitsch Sergijenko
Wladimir Wladimirowitsch Sergijenko (russisch Владимир Владимирович Сергиенко; * 23. Mai 1971 in Lwiw, Ukrainische SSR, Sowjetunion) ist ein russisch-ukrainischer Autor und prorussischer Aktivist. 2024 wurde er in Deutschland ausgebürgert.

## Leben
Wladimir Sergijenko wuchs im westukrainischen Lwiw auf und spricht laut eigenen Angaben Russisch, Ukrainisch und Polnisch. Er lebt seit 1991 zeitweise in Deutschland und in Moskau. Sergijenko ist Herausgeber mehrerer Anthologien und war als Autor tätig für die Medien Junge Welt und Telepolis.
In Russland und im russischsprachigen Europa ist er insbesondere aufgrund seiner Radiosendung „Eurozone“ bekannt, die dreimal wöchentlich im staatlichen russischen Radio „Vesti FM“ läuft. Sergijenko ist regelmäßig zu Gast in Talkrunden des russischen Fernsehens, so unter anderem in der Sendung „Sonntagabend mit Wladimir Solowjow“ (russ. „Воскресный вечер с Владимиром Соловьёвым“).

## Politische Tätigkeit
Im Zeitraum von 2017 bis 2021 war Sergijenko in einer geringfügigen Beschäftigung für den AfD-Bundestagsabgeordneten Ulrich Oehme als Mitarbeiter in dessen Wahlkreisbüro in Limbach-Oberfrohna angestellt. Zuvor hatte sich Sergijenko im Umfeld der Linkspartei aufgehalten und noch 2018 für die linke Tageszeitung Junge Welt ein Interview mit dem ukrainischen Politiker Leonid Koschara geführt. Gemeinsam mit Ulrich Oehme hatte Sergijenko am 5. September 2021 das Institut für Gesellschaftsforschung gGmbH (IfG) in Chemnitz gegründet, über dessen Konto auch die Spenden für den Verein Vadar abgewickelt werden. Darüber hinaus ist Sergijenko beruflich in Ulrich Oehmes Versicherungsunternehmen Assimulo als „Direktor für internationale Beziehungen“ tätig.
Im Juni 2022 gründete Sergijenko gemeinsam mit aktiven und ehemaligen AfD-Bundestagsabgeordneten in Chemnitz die „Vereinigung zur Abwehr der Diskriminierung und der Ausgrenzung Russlanddeutscher sowie russischsprachiger Mitbürger in Deutschland“ (Vadar e.V.). Zu den Gründungsmitgliedern von Vadar gehören laut Vereinsregister der stellvertretende AfD-Bundesschatzmeister Harald Weyel, der AfD-Bundestagsabgeordnete Eugen Schmidt, der ehemalige Bundestagsabgeordnete Ulrich Oehme sowie Olga Petersen und Gunnar Lindemann. Der Verein finanzierte laut eigenen Angaben die rechtliche Vertretung der pro-russischen Influencerin Alina Lipp und wendet sich gegen das deutsche Verbot des Z-Symbols. Der Verein leugnet auf Telegram die von russischer Seite begangenen Kriegsverbrechen im Russisch-Ukrainischen Krieg. Sergijenko war bis 2022 Präsident des russischen Ablegers der Schriftstellervereinigung PEN, dessen Mitgliedschaft ausgesetzt ist. Laut PEN-Generalsekretärin Regula Venske betrieb Sergijenko „eindeutig Propaganda für Putins völkerrechtswidrigen Angriffskrieg auf die Ukraine“ und forderte die Zerstörung der westukrainischen Großstadt Lwiw.
Sergijenko arbeitete für den AfD-Abgeordneten Eugen Schmidt im Bundestag als „Übersetzer und in der Medienarbeit“. Im November 2023 wurde bekannt, dass die Bundestagsverwaltung ihm den Mitarbeiterausweis entzogen und eine erneute Sicherheitsüberprüfung veranlasst hat.

## Kontroversen
Sergijenko besitzt die ukrainische, die russische und besaß seit November 2022 auch die deutsche Staatsbürgerschaft. Bei einer Zollkontrolle bei seiner Einreise im April 2023 von Russland nach Deutschland wurde bei ihm neben einer größeren Menge Bargeld auch ein russischer Pass gefunden. Da Sergijenko seine russische Staatsbürgerschaft bei seinem deutschen Einbürgerungsverfahren im November 2022 verschwiegen hatte, widerrief die Berliner Senatsverwaltung für Inneres und Sport die Verleihung der deutschen Staatsbürgerschaft. Sergijenko legte Widerspruch gegen den Entzug der deutschen Staatsbürgerschaft ein. Das Verwaltungsgericht Berlin bestätigte Mitte Juni 2024 die Ausbürgerung Sergijenkos; er habe sich seine Einbürgerung durch arglistige Täuschung erschlichen. Die Entscheidung des Gerichtes ist noch nicht rechtskräftig, Sergijenko legte Beschwerde zum Oberverwaltungsgericht Berlin-Brandenburg ein. Inzwischen entschied das Gericht, dass die Aberkennung der deutschen Staatsbürgerschaft rechtens war. Dagegen kann der Ausgebürgerte keinen Einspruch mehr erheben.
Nach Recherchen von Spiegel und The Insider soll Sergijenko längere Zeit in engem Austausch mit Oberst Ilja Wetschtomow, Mitarbeiter des russischen Inlandsgeheimdienstes FSB, gestanden haben, was durch bekannt gewordene Gesprächsverläufe eines Messenger-Dienstes nachgewiesen werden konnte, woraufhin Sergijenko sich beklagte, seine Kommunikation sei gehackt worden. Im Chatverlauf mit dem Oberst des FSB soll es in einer Nachricht vom 1. März 2023 um die Initiierung und Finanzierung einer Organklage der AfD-Bundestagsfraktion gegen die Lieferung deutscher Waffen an die Ukraine gegangen sein. Im Juli 2023 reichte die AfD-Bundestagsfraktion eine solche Organklage beim Bundesverfassungsgericht ein, bestritt jedoch, dass diese auf Bemühungen eines russischen Geheimdienstes oder dessen Finanzierung basierte. Dem Vorwurf, ein Einflussagent Moskaus zu sein, widersprach Sergijenko. Das Bundesamt für Verfassungsschutz verdächtigt Sergijenko, im Auftrag staatlicher russischer Stellen zum Nachteil der Bundesrepublik Deutschland zu handeln.
Sergijenko verfügt über Kontakte zu den russischen Propagandisten um Wladimir Solowjow, Margarita Simonjan und der ehemaligen Agentin und Politikerin Marija Butina. Auch traf er sich im Juli 2023 mit Vertretern der vom russischen Staatspräsidenten Wladimir Putin gegründeten „Stiftung für die Unterstützung und den Schutz der Rechte von im Ausland lebenden Landsleuten“, die im Juni 2023 von der Europäischen Union auf eine Sanktionsliste gesetzt wurde, weil sie nach Ansicht der EU gezielt die Spaltung der Gesellschaften in der EU betreibt. Insgesamt reiste Sergijenko zwischen 2020 und 2022 etwa 24 mal nach Russland. Er verfügt dem Spiegel zufolge, der sich auf russische Unterlagen beruft, über eine Wohnadresse in Moskau. Als Arbeitgeber ist ein Sender des russischen Verteidigungsministeriums angegeben. Tatsächlich trat Sergijenko mehrmals im Fernsehprogramm des russischen Verteidigungsministeriums als Interviewpartner auf. Im Februar 2024 gab Eugen Schmidt bekannt, dass Sergijenko auf eigenen Wunsch hin nicht länger für ihn als Büromitarbeiter tätig sein werde, weil die Berichte Sergijenkos Arbeit für ihn unmöglich machen würden.

## Ehrungen
Sergijenko trägt die Ehrenprofessur der Moskauer Hochschule Institute of World Civilisations (IMC).

## Schriften
- Russisch fluchen. Aus dem Russ. von Nelly Möller. Eulenspiegel-Verlag, Berlin 2013, ISBN 978-3-359-02383-8.
- Europas offene Wunde. FiftyFifty, Frankfurt/Main 2020, ISBN 978-3-946778-17-2.